# Феди, Пио
Пио Феди (итал. Pio Fedi; 7 июня 1815 — 31 мая 1892) — один из лучших итальянских скульпторов новейшего времени.

## Биография
Пио Феди до 16-летнего возраста работал у золотых дел мастера во Флоренции. Познакомившись там с гравированием, в 1838 г. отправился в Вену и поступил в академию художеств, но глазное заболевание заставило его бросить гравирование, вернуться во Флоренцию и заняться скульптурой. Вскоре академия отправила его для совершенствования в Рим.

## Творчество
В Вечном городе Феди усердно изучал антики и анатомию и создал группу «Христос исцеляет недужного» и статуи св. Севастьяна и Клеопатры, которые, прибыв во Флоренцию, заслужили общую похвалу. В 1846 г. Феди получил от великого герцога Леопольда II наказ создать статуи Андреа Чезальпино и Никколо Пизано, находящиеся сейчас в лоджиях дворца Уффици. За этими фигурами следовали другие работы Феди: в 1849 г. группа «Пиа де’Толоммеи и Нелло делла-Пьетра» (на сюжет из Чистилища Данте, V, 133); в 1852 г. «Ангел, несущий на небо душу ребёнка», в 1856 г. группа «Маркиз П. Торриджани и его сын» (памятник в фамильном саду маркиза) и пр. По случаю празднования присоединения Тосканского великого герцогства к королевству Виктора-Эммануила I (в 1859—1860 гг.) Феди создал «Культуру Тосканы», превышающую натуральный размер величественную фигуру женщины в античном костюме, а затем, после нескольких менее удачных аллегорических статуй и групп, создал красивую и выразительную фигуру, олицетворяющую собою священную поэзию (наход. в Веронском муниципальном музее). Но самое замечательное произведение этого художника — высеченная из мрамора в 1860—1865 гг. колоссальная группа «Похищение Поликсены», отличающаяся живописностью композиции, мастерской обработкою тела составляющих её идеально-прекрасных фигур, энергичностью их движений и правдивостью выражения смелости в похитителе и страдания трех остальных лиц. Эта группа, как превосходная во всех отношениях, помещена в знаменитой флорентийской Лоджии деи Ланци, где собраны первоклассные скульптурные произведения античного мира и эпохи Возрождения.